# South West England
South West England (magyarul: Délnyugat-Anglia) egyike Anglia régióinak az ország délnyugati részén.

## Felosztása
A régió megyékre (County) és egységes hatóságokra (Unitary) van felosztva:
|  | 1. Bath and North East Somerset (Unitary) 2. North Somerset (Unitary) 3. Bristol (Unitary) 4. South Gloucestershire (Unitary) 5. Gloucestershire (County) 6. Swindon (Unitary) 7. Wiltshire (Unitary) 8. Dorset (County) 9. Poole (Unitary) 10. Bournemouth (Unitary) 11. Somerset (County) 12. Devon (County) 13. Torbay (Unitary) 14. Plymouth (Unitary) 15. Cornwall (Unitary) 16. Scilly-szigetek (Unitary, a térképen nincs rajta) |

## Fordítás
- Ez a szócikk részben vagy egészben  a   South_West_England című német Wikipédia-szócikk fordításán alapul.  Az eredeti cikk szerkesztőit annak laptörténete sorolja fel. Ez a jelzés csupán a megfogalmazás eredetét és a szerzői jogokat jelzi, nem szolgál a cikkben szereplő információk forrásmegjelöléseként.